# Anja Čarman
Anja Čarman Cekič (Škofja Loka, 22 maart 1985) is een Sloveens zwemmer.
Čarman nam driemaal deel aan de Olympische Zomerspelen, in 2004, 2008 en 2012. 
In 2004 werd ze tweede op de Europese kampioenschappen zwemmen op de 800 meter vrije slag, en in 2007 werd ze op de Europese kampioenschappen kortebaan eerste op de 200 meter rugslag. Op de Europese kampioenschappen kortebaanzwemmen 2012 werd ze op de wisselslag-estafette tweede, waarbij Čarman startte op het onderdeel rugslag.